# Pavonia yatarendana
Pavonia yatarendana är en malvaväxtart som beskrevs av A. Krapovickas, C.L. Cristóbal. Pavonia yatarendana ingår i släktet påfågelsmalvor, och familjen malvaväxter. Inga underarter finns listade i Catalogue of Life.